# Centro giovanile del museo dell'Ermitage
Il Centro giovanile dell'Ermitage, ufficialmente Centro educazionale giovanile del Museo Statale Ermitage (in russo: Молодёжный образовательный центр Государственного Эрмитажа), è uno spazio museale nuovo e moderno che si trova in Russia, a San Pietroburgo. Questo Centro giovanile che apparteneva al Museo dell'Ermitage è stato creato per eseguire e portare a termine diversi programmi sperimentali, educativi e culturali sia per gli studenti di tutta Russia, sia per gli studenti all'estero. Tra i programmi educazionali condotti dal Centro giovanile dell'Ermitage possiamo trovare: lezioni di storia e teoria dell'arte, tavole rotonde e conferenze, incontri con personaggi di rilievo nel campo artistico e culturale e mostre d'arte sia di artisti famosi che di studenti.

## Storia
Le attività del Centro giovanile dell’Ermitage iniziano con la creazione dello Student Club che porta lo stesso nome del museo. L’ordine per la creazione dello Student Club è stata firmata dal direttore del museo - Mijaíl Borísovich Piotrovski il 14 novembre del 2000. Dall’anno 2011 il Centro giovanile dell’Ermitage si trova nell’ala est del Palazzo dello Stato Maggiore di San Pietroburgo ed è gestito dalla sua fondazione, dalla curatrice Sofía Vladimirovna Kudryavtseva.

## Principale attività del Centro giovanile dell’Ermitage

### Sezioni tematiche
Il nucleo dello Student Club è composto da sezioni tematiche, le quali sono gestite dal personale del museo. Il Club può essere integrato da studenti e laureati delle università di San Pietroburgo o della regione di Leningrado. La scelta delle sezioni dipende esclusivamente dalle inclinazioni ed interessi dei candidati. Le attività nel Centro giovanile dell’Ermitage cominciano il 1º ottobre, giorno nel quale la Russia festeggia il “giorno dello studente” nel Teatro dell’Ermitage.

### Programmi educative

#### Arte Attuale
Il programma “Arte attuale” comprende master class e mostre di rinomati artisti, incontri con i curatori di progetti artistici internazionali, tavole rotonde sui problemi più attuali dell’arte contemporanea, discussioni e seminari. Inoltre, in questo programma, partecipano i rappresentanti di dipartimenti specifici delle università russe (dipartimento di museologia dell’Università Statale di San Pietroburgo, Università Herzen, Accademia d’arte Repin, Accademia d’arte e disegno Stieglitz)

#### Progetto “Ermitage 20/21”
Come parte di questo programma si rivolgono incontri con i curatori delle esposizioni, cicli di conferenze e master class condotti da artisti.
Gli ultimi e più rilevanti programmi educativi:
- Il programma educativo preparato per la mostra “Jake e Dinos Chapman: La fine del divertimento” (in russo: Конец веселья)
- Il programma educativo preparato per la mostra “Anthony Gormley: In tutta la crescita” (in russo: Во весь рост). Scultura antica e moderna.
- Il programma educativo preparato per la mostra “Annie Leibovitz” La vita di un fotografo: 1990-2005" (in russo: Жизнь фотографа: 1990—2005).
- Il programma educativo preparato per la mostra “Henry Moore nell’Ermitage: Scultura e disegno”.

#### Conferenze
Nel Centro giovanile dell’Ermitage spesso si svolgono conferenze sulla storia dell’arte e sui temi attuali che riguardano l’arte contemporanea. Durante la stagione di attività del Centro giovanile si realizzano diversi cicli di conferenze. Seminari e, inoltre, si eseguono incontri con invitati speciali.

#### Art-Semestre nell’Ermitage
Il Centro giovanile dell’Ermitage come parte del suo programma per divolgare l'arte contemporanea in Russia, lavora non solo per gli studenti di San Pietroburgo, ma anche per gli studenti stranieri. Per questo motivo ogni anno, per gli studenti d’arte all’estero, vengono organizzati dei programmi educativi che possono durare da 1 a 6 settimane. Questo programma comprende escursioni per la città di San Pietroburgo, escursioni in campagna, corsi di disegno, visite organizzate ai musei, escursioni per altre città della regione e incontri con studenti delle università di San Pietroburgo. Tuttavia, si presta particolare attenzione allo studio della collezione dell’Ermitage grazie a lezioni specifiche su di esse, incontri con i curatori delle esposizioni e alle visite guidate ai fondi del museo. 
Esiste inoltre un programma di formazione speciale per i professionisti nel campo della didattica museale, i quali vengono da diverse città della Russia, dall’Europa e dagli Stati Uniti per partecipare alle conferenze e ai seminari organizzati dal Centro giovanile dell’Ermitage. Vi sono progetti volti allo studio e alla divulgazione dell’arte del XX secolo e dell’arte contemporanea – dalle avanguardie degli inizi del secolo fino ai progetti più attuali d’arte dei primi anni del terzo millennio. 

#### Museo e piccoli museologi
Il 1 febbraio 2013 nel Centro giovanile dell’Ermitage si è avviato un nuovo e unico programma “Museo e piccoli museologi”, realizzato grazie all’iniziativa della facoltà di filosofia dell’Università di San Pietroburgo, approvata più tardi dal direttore dell’Ermitage. Il programma è stato designato per gli studenti frequentanti gli ultimi anni scolastici. Lo scopo principale è quello di stimolare ai bambini che stano finendo questo ciclo educativo a conoscere il vero e proprio lavoro che si svolge nei musei. Inoltre i bambini possono vedere come funziona un museo d’arte contemporanea e cosa fanno i suoi dipendenti. Nel corso dell’anno accademico si organizza un incontro tra gli studenti ed il direttore del museo dell’Ermitage, i restauratori, i curatori e altri, riuscendo così a farli famigliarizzare con il lavoro dei diversi dipartimenti del museo. In più gli studenti partecipano a varie attività interattive, organizzate dal Centro giovanile. 

### Programmi culturali
Il Centro giovanile dell’Ermitage realizza numerosi festival internazionali e programmi culturali sulla storia e le tradizioni dei diversi paesi e dei popoli. Si svolgono inoltre incontri con illustri rappresentanti del settore culturale ed artistico.

#### Andiamo a conoscere il Yamal!
Il programma “Andiamo a conoscere il Yamal!” è stato pensato e sviluppato dal Centro giovanile dell’Ermitage in collaborazione con i rappresentanti delle Fraternità Yamal-Nenets – membri dello Student Club. Il programma comprende, in particolare, un’esposizione d’arte applicata, laboratori, master class, concerti folcloristici e proiezioni di film documentari. 

#### Festival della cultura mondiale nel Centro giovanile dell’Ermitage
Nei giorni di durata di questo programma gli studenti di San Pietroburgo possono scoprire e conoscere la cultura, la storia, l’arte e le tradizioni dei diversi popoli del mondo. Si crea un’atmosfera particolare di colore e amicizia grazie alle proiezioni di video ed alle master class che si realizzano durante tutto il programma. 

#### Ermitage- Ermitazhniki
Durante gli incontri e le interviste con il personale del museo gli studenti possono conoscere le peculiarità del lavoro museale e le diverse facce della vita artistica nell’Ermitage, acquistando in questo modo una migliore comprensione dell’importanza del museo come centro della cultura contemporanea. 

#### VIP ospiti del Centro giovanile dell’Ermitage
Come parte di questo programma gli studenti hanno la possibilità di incontrare e parlare con noti personaggi della cultura, curatori e organizzatori di mostre, esperti stranieri nel campo dell'arte e diplomatici che lavorano a San Pietroburgo